# Surf Adventures - O Filme
Surf Adventures - O Filme é um documentário brasileiro de 2002 sobre surfe.
O documentário conta com os depoimentos dos surfistas brasileiros Carlos Burle, Teco Padaratz, Danilo Grilo e Eraldo Gueiros.

## Elenco
| - Andrea Lopes - Armando Daltro - Binho Nunes - Carlos Burle - Danylo Grillo - Eduardo "Rato" Fernandes - Eraldo Gueiros - Fábio Gouveia - Flávio "Teco" Padaratz | - Guilherme Gross - Guilherme Herdy - Léo Neves - Marcelo "Trekinho" Cavalcante - Marcondes Rocha - Neco Padaratz - Pedro Müller - Pedro Henrique - Peterson Rosa | - Picuruta Salazar - Phil Rajzman - Renan Rocha - Rômulo Fonseca - Raoni Monteiro - Rodrigo Resende - Victor Ribas - Yuri Sodré |

## Ficha Técnica
- Direção: Arthur Fontes
- Produção: Bruno Wainer, Roberto Moura e Andrucha Waddington
- Produção Executiva: Eliana Soarez
- Roteiro: Bruno Wainer, Arthur Fontes e Sérgio Meckler. Colaboração de Anna Luiza Müller
- Fotografia: Adriano Goldman e Mauro Pinheiro Júnior
- Edição: Sérgio Mekler
- Som: George Saldanha
- Realizado por: Roberto Moura, Bruno Wainer e Arthur Fontes
- Co-produção: Conspiração Filmes, Lumière e Massangana Filmes

## Trilha-Sonora
Um álbum com a trilha-sonora do filme foi lançado pelo selo Warner Music.
01. The Love I Need - Cajamanga

02. Me Deixa - O Rappa

03. Mulher de Fases - Raimundos

04. Falling In Love Again - Eagle Eye Cherry

05. Na Levada Do Brega - Chimbinha

06. Tudo Azul - Cajamanga

07. Punk And Bass - Black Alien

08. Não É Sério - Charlie Brown Jr.

09. The Gueto - Donny Hathaway

10. Na Balada Do Rio Salgado - Nação Zumbi

11. Ponta De Lança Africana - Jorge Benjor

12. Sorrir E Cantar Como Bahia - Baby do Brasil

13. Eu Quero Ver O Ôco - Raimundos

## Prêmios e Indicações
| Ano  | Prêmio                              | Categoria         | Resultado | Ref   |
| ---- | ----------------------------------- | ----------------- | --------- | ----- |
| 2003 | Prêmio Guarani de Cinema Brasileiro | Melhor Edição     | Indicado  | [ 3 ] |
| 2003 | Prêmio Guarani de Cinema Brasileiro | Melhor Fotografia | Indicado  | [ 3 ] |
| 2003 | Prêmio Guarani de Cinema Brasileiro | Melhor Som        | Indicado  | [ 3 ] |